# 마크 멀랜슨
마크 데이비드 멀랜슨(영어: Mark David Melancon, all, 1985년 3월 28일 ~ )은 전 메이저 리그 샌디에이고 파드리스의 투수이다.

## 커리어
2009년 뉴욕 양키스에서 데뷔해 13경기 16.1이닝을 소화하면서 1패에 평균자책점 3.86을 기록했다. 2010년에도 양키스에서 시작했으나 2경기 4이닝 평균자책점 9.00을 기록한 뒤 휴스턴 애스트로스로 이적하게 된다. 이후 20경기 17.1이닝을 소화하며 2승 8홀드 평균자책점 3.12로 가능성을 보여주었고, 시즌 평균자책점도 4.22로 끌어내렸다. 그리고 2011년에 진가를 발휘하며 71경기 74.1이닝 8승 4패 20세이브 3홀드 평균자책점 2.78을 기록했으나 2012년에는 보스턴 레드삭스에서 41경기 45이닝 2패 1세이브 2홀드 평균자책점 6.20으로 부진했다. 2013년에는 피츠버그 파이어리츠로 이적했는데, 72경기 71이닝 3승 2패 16세이브 26홀드 평균자책점 1.39라는 실로 대단한 성적을 내며 피츠버그의 흑역사를 청산하고 포스트시즌에 출전하는데 기여했다. 또한 2014년에도 72경기 71이닝 3승 5패 33세이브 14홀드 평균자책점 1.90을 기록했다. 평균자책점은 높아졌으나 세이브+홀드는 작년보다 더 높아진 47을 기록했다. 또한 2년 연속으로 72경기 71이닝 3승을 거두었다. 2015년에는 78경기 76.2이닝 3승 2패 51세이브 1홀드 평균자책점 2.23을 기록하며 팀이 세인트루이스 카디널스에 이어 메이저리그 전체 2위를 기록하는데 크게 기여했으며 그와 동시에 트레버 호프먼 상을 처음으로 수상하는 영광을 누렸다. 2016년, 45경기 41.2이닝 1승 1패 30세이브 평균자책점 1.51을 기록하던 도중, 7월 31일(한국시각) 워싱턴 내셔널스로 트레이드되었다. 비록 파이리츠가 리빌딩 혹은 리툴링 팀은 아니지만 스몰마켓으로써 가치가 높을 때 잘 팔았다는 평이 나왔다. 2016 시즌 종료 후 샌프란시스코 자이언츠와 4년 62M 규모의 대형 계약을 맺었다. 샌프란시스코 자이언츠와의 4년 62M 계약 이후 첫 시즌에 샌프란시스코의 새로운 마무리로 선정되었고 시범경기에서는 1이닝 무실점을 기록했다. 정규시즌 개막 전에 열린 2017년 월드 베이스볼 클래식에서 미국 야구 국가대표팀이 4강에 진출함에 따라 지명투수 폴로 합류했다. 일본과의 준결승에서 1점차 접전 상황에 나와 2/3이닝동안 무실점, 홀드를 기록하며 조국의 우승에 기여했다. 그러나 정규 시즌 개막 후 4월 3일 애리조나 다이아몬드백스와의 경기에 마무리로 등판했지만 크리스 오윙스에게 끝내기 안타를 맞으며 0.2이닝동안 2점을 내주면서 데릭 로와 함께 팀의 첫 승과 범가너의 개막전 승리를 지키지 못하고 블론세이브를 기록했다. 4월 9일 샌디에이고 파드리스 전에 등판하여 시즌 첫 세이브를 기록했으며 4월 10일 애리조나 다이아몬드백스 전에 등판하여 1이닝 1피안타 무실점으로 2번째 세이브를 기록했다. 그러나 부상자 명단에 자주 이름을 올리는 등 기대에 미치지 못했고 마무리 자리도 텍사스 레인저스에서 이적한 샘 다이슨에게 넘겨주었으며 시즌 종료 후 수술을 받았다.
2018년 시즌에는 반등이 필요한 시즌이었지만 오히려 25경기에서 23.1이닝에 그쳤고 3점대 방어율을 기록하면서 1년 반이 넘는 기간 동안 쌓은 fWAR은 고작 0.6에 불과했다.